# Tom McLoughlin
Tom McLoughlin (Los Ángeles, 19 de julio de 1950) es un guionista y director de cine y televisión estadounidense cuyos créditos incluyen telefilmes como Murder in Greenwich y películas como Friday the 13th Part VI: Jason Lives, Date With an Angel (1987) o, para Lifetime Movie Network, The Wronged Man.
En 1977 fue nominado al premio Emmy por Mejor Guion de un Programa de Variedades, Musical o Comedia por su contribución para Van Dyke and Company, protagonizado por Dick Van Dyke.

## Filmografía parcial
- One Dark Night (1983)
- Friday the 13th Part VI: Jason Lives (1986)
- Date With An Angel (1987)
- Sometimes They Come Back (1991)
- Something to Live for: The Alison Gertz Story (1992)
- La última escapada (1994)
- El tercer gemelo (1997)
- Anya's Bell (1999)
- The Unsaid (2001)
- Murder in Greenwich (2002)
- D.C. Sniper: 23 Days of Fear (2003)
- She's Too Young (2004)
- Una Navidad muy conyugal (2004)
- Amigas hasta la muerte (2005)
- Cyber Seduction: His Secret Life (2005)
- Not Like Everyone Else (2006)
- The Staircase Murders (2007)
- Fab Five: The Texas Cheerleader Scandal (2008)
- Patricia Cornwell: El frente (2010)